# 拉里纽
拉里纽是葡萄牙布拉干萨区的一个堂区。总面积29.57平方公里，总人口439人，人口密度人/平方公里。